# Ambystoma rivulare
Ambystoma rivulare е вид земноводно от семейство Ambystomatidae.

## Разпространение
Видът е разпространен в Мексико.